# Cnidoscolus halteris
Cnidoscolus halteris är en törelväxtart som beskrevs av Francisco Javier Fernández Casas. Cnidoscolus halteris ingår i släktet Cnidoscolus och familjen törelväxter. Inga underarter finns listade i Catalogue of Life.